# Świnicka Szczerbina Niżnia

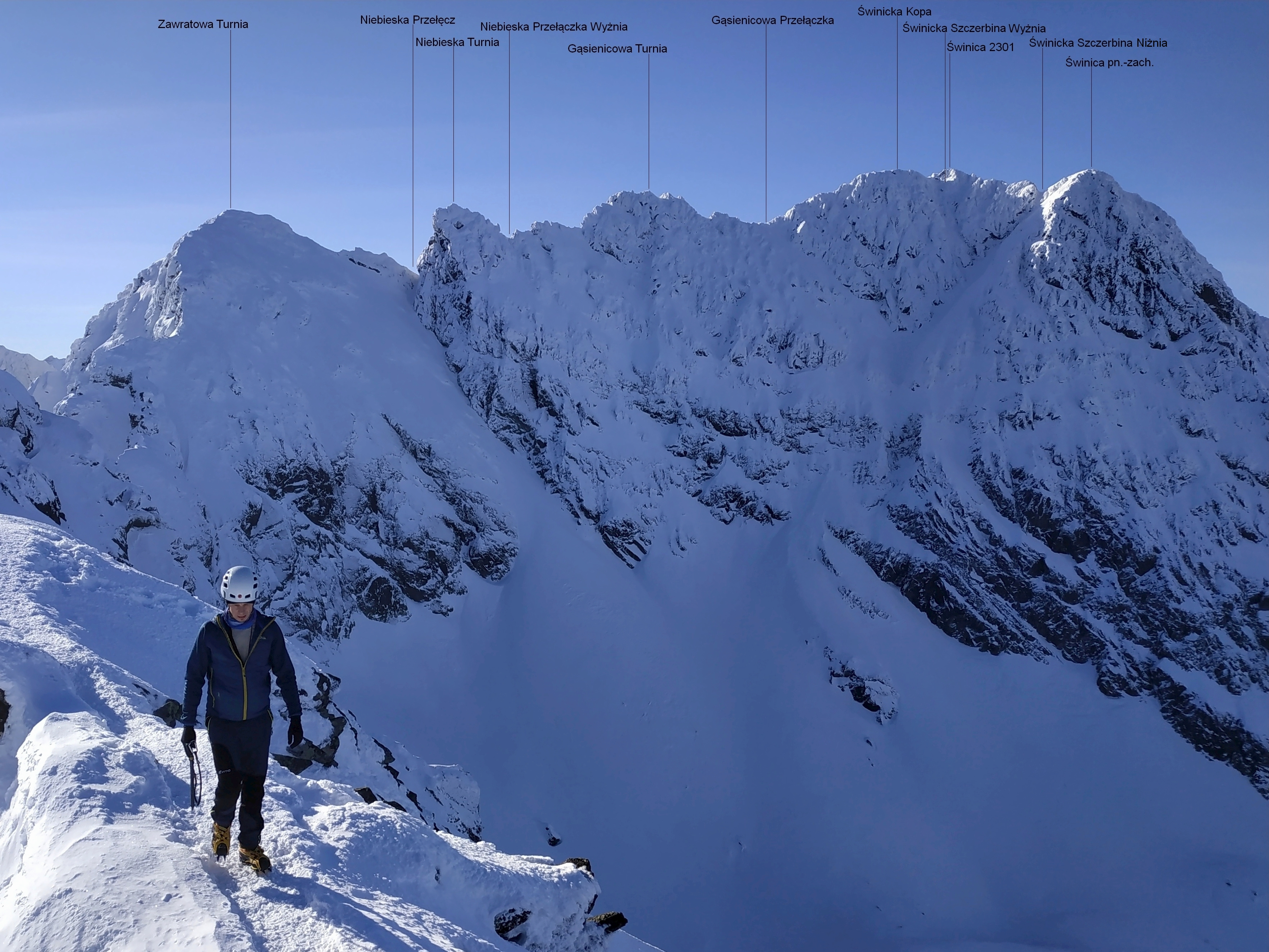
Widok z Kościelca

Świnicka Szczerbina Niżnia (niem. Untere Seealmkerbe, słow. Nižná svinicová štrbina, węg. Alsó-Svinicai-oromrés) – przełęcz na wysokości 2278 m n.p.m. pomiędzy dwoma wierzchołkami Świnicy w grani głównej Tatr Wysokich. Przebiega przez nie granica polsko-słowacka. Wierzchołki te znajdują się w odległości 85 m od siebie (w prostej linii). Jeden z nich, niższy, znajdujący się na północny zachód od przełęczy to tzw. „wierzchołek taternicki”. Ma wysokość 2291 m i nie prowadzi na niego szlak turystyczny. W kierunku południowo-wschodnim od przełęczy znajduje się drugi, wyższy wierzchołek (2301 m), zwany „turystycznym”, gdyż prowadzi na niego szlak turystyczny. Szlak ten (czerwony z Kasprowego Wierchu do przełęczy Zawrat i dalej Orlą Percią) nie prowadzi jednak przez Świnicką Szczerbinę Niżnią, lecz przez inną przełęcz Świnicką Szczerbinę Wyżnią. Spod Świnickiej Szczerbiny Niżniej opada natomiast Żleb Blatona, którego przecina szlak turystyczny na Świnicę.